# 시계 반응
시계 반응(영어: Clock reaction), 화학 시계(영어: Chemical clock) 또는 란돌트 반응은 예측 가능한 시간을 유도 후에 관측 가능한 특성이 발생하는 반응이다. 일정 시간 경과 후 변색, 침전 생성 등 뚜렷한 변화를 일으키는 반응이다. 예컨대, 시약 중 하나가 눈에 보이는 색을 가진 경우, 농도 한계치를 넘으면 재현 가능한 시간이 경과한 후 갑자기 색상이 변할 수 있다.

## 유형
시계 반응은 세 가지 또는 네 가지 유형으로 분류될 수 있다:
- 기질-고갈 시계 반응
- 자체 촉매 작용 방식의 시계 반응
- 모조시계 행동
- 미친 시계 반응

한 가지 반응은 상황에 따라 위의 두 가지 이상의 분류로 분류될 수 있다. 예를 들어 아이오딘산염-아비산 반응은 기질-고갈 시계 반응, 자체 촉매 작용 방식의 시계 반응, 미친 시계 반응 등이 될 수 있다.

## 예시
대표적인 것이 아이오딘 시계 반응인데, 아이오딘 종은 전분이 있는 곳에서 산화·환원 반응 시약과 혼합된다. 지연된 후, 삼아이오딘화-탄수화물 콤플렉스(아이오딘-탄수화물 검정) 형성에 의해 갑자기 짙은 청색이 나타난다.
화학적 오실레이터를 만들기 위해 일부 시계 반응에는 시약을 추가할 수 있다. 예를 들어 브릭스-라우셔 반응은 과염소산, 말론산, 황산(II) 망가니즈 등을 첨가한 아이오딘 시계 반응에서 유래한다.

## 같이 보기
- 체내 시계(영어판)
- 화학적 오실레이터(영어판)